# Stu Block
Stuart Block (26 de noviembre de 1977) es un cantante y compositor canadiense, reconocido por su trabajo con la banda de death metal Into Eternity y por ser el ex vocalista de la banda de heavy metal Iced Earth. Antes de unirse a Into Eternity en 2005, Block inició su carrera musical como cantante en algunas bandas de poco renombre en Vancouver. Después de grabar dos álbumes con Into Eternity, Block pasó a formar parte de Iced Earth en 2011, banda con la que grabó el álbum Dystopia ese mismo año. Block ha citado como influencias a los cantantes Bruce Dickinson, Rob Halford, Daniel Heiman, Tim Roth, Matt Barlow, Tim Owens, Devin Townsend, Jari Mäenpää, George "Corpsegrinder" Fisher, Russell Allen y Jørn Lande.

## Discografía

### Into Eternity
- 2006: The Scattering of Ashes
- 2008: The Incurable Tragedy
- 2011: "Sandstorm" (sencillo)
- 2012: "Fukushima" (sencillo)

### Iced Earth
- 2011: "Dante's Inferno" (sencillo)
- 2011: 5 Songs (EP)
- 2011: Dystopia
- 2013: Live in Ancient Kourion
- 2013: The Plagues (EP)
- 2014: Plagues of Babylon
- 2017: Incorruptible